# Bijan

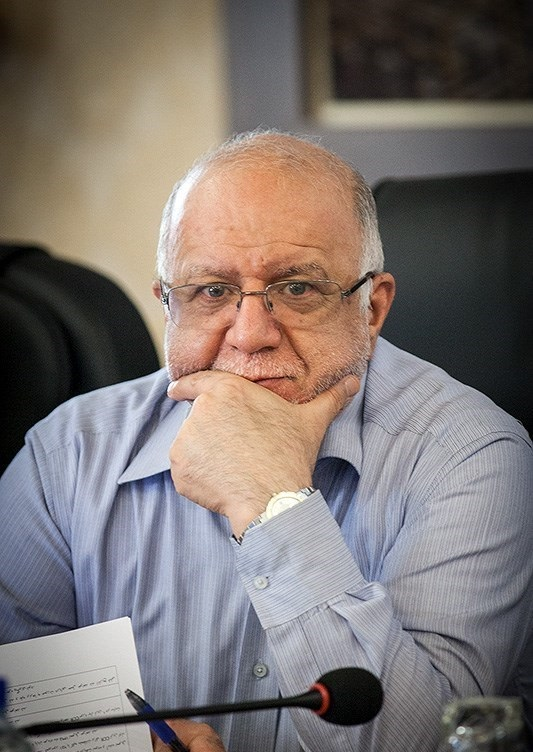
Bijan Namdar Zanganeh, 2016.

Bijan (på persiska بیژن), är ett mansnamn som även kan stavas Bizhan.

## Personer med namnet Bijan
- Bijan Jalali, iransk poet
- Bijan Kamkar, iransk-kurdisk musiker
- Bizhan Emkanian, iransk skådespelare
- Bijan Vasigh, professor vid Embry-Riddle Aeronautical University
- Bijan Jazani, iransk vänsteraktivist
- Bijan Namdar Zanganeh, iransk politiker
- Bijan (designer), egentligen Bijan Pakzad, mode- och parfymdesigner

## Fiktiva
- Bijan, en av personerna i Bijan and Manijeh en del av det persiska eposet Shahnameh av Ferdousi.